# Люсі та Ню
Люсі (яп. ルーシー) — головна героїня аніме та манґи Elfen Lied, перший диклоніус.

## Опис

Ню — втілення дитячої безпосередності та наївності

Сексуальна привабливість Ню зумисне підкреслюється

Люсі сильна та впевнена в собі, самодостатня особистість. Вона ставиться до інших людей, за виключенням Коти, з явною зневагою. Втім, до диклоніусів ставиться не набагато краще. Це класичний «темний» персонаж з трагічним минулим та не менш страшним майбутнім. Вона завжди серйозна, а нечаста посмішка то вираз не веселощів, а зловтіхи. Люсі люта й безжальна вбивця яка сприймає загибель своїх жертв або байдуже, або ж з явним вдоволенням. Вона вбиває і винних і невинних. Через свою відмінність від людей вона чужа в цьому світі, саме тому вона з одного боку дуже самостійна, а іншого — дуже самотня. Кілька днів дружби з Котою в дитинстві були найщасливішим часом її життя який вона запам'ятала назавжди. В аніме та манзі можна помітити, що вона шульга.

Люсі — єдиний диклоніус, який використовує вогнепальну зброю

Люсі безсумнівно найсуперечливіший персонаж серіалу і саме ставлення до неї розподіляє шанувальників цього твору на два табори. Незважаючи, а можливо і завдяки, своїм вбивствам це дуже харизматичний персонаж. Її сила та самостійність викликають захоплення, а показана в серіалі історія нещасливого дитинства — співчуття. Тож одні бачать в ній сильну особистість яку скалічило жорстоке та несправедливе суспільство, а інші вважають Люсі кривавим чудовиськом злочини якого не можна виправдати ніякими дитячими образами. З вогнепальної зброї зрідка використовує Heckler & Koch MP5.
Ню (яп. にゅう) — альтер-его Люсі. Коли остання втекла з ув'язнення і випадково зустріла Коту в неї сталася душевна криза внаслідок якої її особистість роздвоїлася на власне Люсі та недоумкувату здитинілу Ню. Перехід від Ню до Люсі викликається якимись випадковими факторами, перш за все агресією, а от від Люсі до Ню спогадами про Коту та думками про його ставлення до ситуації — схоже Люсі перетворюється на Ню від страху його засмутити.
На противагу Люсі Ню вкрай безтурботна на незлостива, в неї розум та свідомість малолітньої дитини тож вона фактично безпомічна. Ню це втілення дитячої безтурботності та кавайності. Однак при цьому це вже цілком доросла дівчина і її звабливість неодноразово, хоч і ненав'язливо, показується. Тож Ню як персонаж поєднує в собі милу дитину та сексуальну дівчину. Фактично Ню це втілення світлих та гарних сторін Люсі.
Ім'я Ню вона отримала через те, що внаслідок втрати пам'яті розівчилася говорити і попервах знала лише одне слово ню яке говорила з будь-якого приводу. Ідея подібного іменування, так само як і сам розумово неповноцінний, але кавайний персонаж, ймовірно є плагіатом Чі з «Чобітів». Підтвердженням цієї думки є і схожий дизайн вух пасоконів в «Чобітах» з ріжками диклоніусів у «Ельфійській пісні».

### Біографія
В аніме та манзі Люсі з'являється на самому початку, де Показання її Втеча з секретної лабораторії на острові. Надалі їй доводиться багато разів битися за свою свободу. Одночасно з цим показується її пройшло. В аніме її майбутнє залишається невідомим. У манзі вона жертвує собою, щоб врятувати Коту. Після її смерті стає відомо її справжнє ім'я: Каеде.